# Циллингдорф
Циллингдорф (нем. Zillingdorf) — ярмарочная коммуна (нем. Marktgemeinde) в Австрии, в федеральной земле Нижняя Австрия.
Входит в состав округа Винер-Нойштадт. Население составляет 1911 человек (на 1 сентября 2007 года). Занимает площадь 15,34 км². Официальный код — 3 23 38.

## Политическая ситуация
Бургомистр коммуны — Харальд Хан (ZZ) по результатам выборов 2005 года.
Совет представителей коммуны (нем. Gemeinderat) состоит из 19 мест.
- Партия ZZ занимает 10 мест.
- СДПА занимает 7 мест.
- АНП занимает 2 места.